# Joscelyn Plunket Bushe-Fox
Joscelyn Plunket « JP » Bushe-Fox (7 juillet 1880 - 15 octobre 1954), est un archéologue britannique, fonctionnaire et officier de l'armée britannique.

## Jeunesse
Joscelyn Plunket Bushe-Fox nait à Hampstead dans le Middlesex (aujourd'hui le Grand Londres) le 7 juillet 1880. Il est le plus jeune enfant de Luke Loftus Bushe Fox et de Mary Ann Bushe Fox (née Browne). Son père est originaire de Cordara, dans le comté de Longford, en Irlande, et est major dans le régiment royal des Longford Rifles du prince de Galles.
Luke Loftus Bushe Fox est baptisé Luke Loftus Bushe d'après le nom de jeune fille de sa mère Kathleen Bushe, et à son tour Luke Loftus Bushe Fox baptise ses enfants avec le nom Bushe. Au moment de la mort de Luke Bushe-Fox en 1894, son nom de famille est composé de Bushe-Fox.
JP Bushe-Fox fait ses études à l'école St Paul de Londres. Il n'a pas fréquenté l'université et travaille dans une banque après avoir quitté l'école.

## Carrière archéologique
En 1910, après avoir contracté la tuberculose, il est envoyé en Égypte pour se rétablir. Là, il travaille pour l'égyptologue William Matthew Flinders Petrie sur ses fouilles.
De retour en Grande-Bretagne, il travaille sur les fouilles du site romain de Corstopitum, l'actuelle Corbridge, dans le Northumberland, qui sont dirigées par R.H. Forster et W.H. Knowles. Il contribue au rapport sur les fouilles de 1911.
JP Bushe-Fox dirige ensuite une série de fouilles pour le comité de recherche de la Society of Antiquaries of London. Le premier site qu'il fouille pour le comité est à Hengistbury Head (alors dans le Hampshire, maintenant dans le Dorset) de décembre 1911 à juin 1912, et qui est publié en 1915.
Bushe-Fox dirige ensuite trois saisons de travail sur le site romain de Wroxeter dans le Shropshire. La première saison, de juillet à novembre 1912, est publiée en 1913. La deuxième saison se déroule de juin 1913 jusqu'au début de décembre 1913. Le rapport est publié en 1914. La troisième et dernière saison commence en juin 1914 et dure jusqu'en janvier 1915. Ce rapport est publié en 1916.

## Première Guerre mondiale
Bien qu'il ait trente-quatre ans lorsque la guerre éclate, JP Bush-Fox s'engage dans l'armée britannique pendant la Première Guerre mondiale. Il est affecté à la liste générale et travaille pour la Direction de l'enregistrement et des enquêtes sur les tombes, prédécesseur de la Commission des sépultures de guerre du Commonwealth. Il est promu capitaine par intérim en novembre 1917 et, lors de sa démobilisation en novembre 1920, il reçoit le grade de major.

## Bureau des Travaux
Après la guerre, il rejoint le Bureau des Travaux Publics et est nommé inspecteur des monuments anciens en 1920 et devient inspecteur en chef des monuments anciens en 1933 jusqu'à sa retraite en 1945.
Tout en travaillant comme inspecteur des monuments anciens, il continue également à diriger des fouilles pour le Comité de recherche de la Société des antiquaires. En 1921, il dirige les fouilles du site du cimetière de l'âge du fer à Swarling près de Canterbury, dans le Kent. Le rapport est publié en 1925.
À l'été 1922, Bushe-Fox commence à fouiller le site du fort romain de Richborough dans le Kent. Les fouilles se poursuivent de manière intermittente jusqu'en 1938. Les résultats des fouilles sont publiés en plusieurs volumes, le volume 1 en 1926, le volume 2 en 1928 et le volume 3 en 1932. En 1931, JP Bushe-Fox est victime d'un grave accident lorsqu'il est enseveli par l'effondrement d'une tranchée alors qu'il inspecte une fouille à Colchester, ce qui a un effet durable sur sa santé. Cet accident retarde la publication du volume 4 du rapport Richborough jusqu'en 1949. Un cinquième et dernier rapport sur les fouilles de Richborough est édité par Barry Cunliffe et publié en 1968.
Bushe-Fox siège au Conseil de la Société des Antiquaires en 1924-1925, en 1930 et à nouveau en 1936-1937 et est un membre actif du Comité de recherche de 1912 à 1943.

## Vie privée
Le père de JP Bushe-Fox est décédé alors qu'il a quatorze ans. Son frère aîné, Luke Henry Kendal Bushe-Fox, décède en 1916, laissant JP Bushe-Fox comme principal soutien de sa mère et de ses cinq sœurs aînées. Il épouse Cicely Catherine Agnes Pratt en 1939. Il est décédé à l'hôpital Horton d'Epsom, dans le Surrey, le 15 octobre 1954.